# Gulcz
Gulcz (pol. hist. Golcz) – wieś w Polsce położona w województwie wielkopolskim, w powiecie czarnkowsko-trzcianeckim, w gminie Wieleń. W latach 1975–1998 miejscowość położona była w województwie pilskim.
Wieś leży w północno-zachodniej Wielkopolsce, między Notecią i Gulczanką. Ludność Gulcza liczy ok. 600 mieszkańców.
Przez wieś przebiega droga wojewódzka nr 181. W miejscowości jest przystanek kolejowy Gulcz.

## Historia
Wieś pierwotnie związana była z Wielkopolską. Ma metrykę średniowieczną i istnieje co najmniej od końca XIV wieku. Wymieniona została w łacińskim dokumencie datowanym na 1381 pod nazwą Golcze, 1400 Golcze, 1403 Golcz, 1406 Golce, 1434 Golycz, 1447 Glocz, 1510 zapisana błędnie i przekręcona przez pisarza z XVI wieku Chodecz.
Miejscowość była początkowo prawdopodobnie wsią królewską, a później szlachecką i należała do panów Knyszyńskich, Rożnowskich, Jabłonowskich, Trąmpczyńskich, Wielżyńskich, Boboleckich i Czarnkowskich przedstawicieli lokalnej szlachty wielkopolskiej. W 1487 wieś leżała w powiecie poznańskim Korony Królestwa Polskiego. Od 1508 miejscowość należała do parafii Lubasz.
Najwcześniejsze wiadomości o Gulczu pochodzą z t.zw. falsyfikatów czarnkowskich datowanych na XV-XVI wiek. W falsyfikacie z 1430, a powstałym ok. 1546, jest wzmianka o rzekomym dokumencie króla polskiego Władysława I Łokietka dotyczącego sprzedaży wsi królewskiej Gulcz Sławnikowi Piotryszewiczowi. Ten sam falsyfikat mówi o podziale wsi w 1430 r. na część Knyszyńskiego i część Czarnkowskiego, co znajduje potwierdzenie w piętnastowiccznych przekazach źródłowych. Król polski Władysław Jagiełło miał zwrócić Gulcz z rzekami Noteć i Pokrzywnica Janowi z Czarnkowa rycerzowi Grobu Pańskiego oraz Jakubowi Knyszyńskiemu. Z falsyfikatu datowanego na 1381 pochodzi też wiadomość o pierwszym dziedzicu Mikołaju.
Pierwszym notowanym dziedzicem wsi miał być w 1381 Mikołaj z Gulcza, który odnotowany został jako świadek w procesie sądowym. W 1400 odnotowano kolejnego właściciela we wsi Gniewosza dziedzica Gulcza, który toczył spór z Durnikiem. W 1406 Henryk Doring lub Durink z Gulcza toczył spór sądowy o wieś z Sędziwojem niegdyś Przebędowskim z Gulcza. W latach 1425–1434 dziedzicem we wsi był Grzegorz. W 1487 Ubychna wdowa po Jakubie Knyszyńskim sprzedała z prawem odkupu połowę Gulcza za 80 grzywien Tomisławowi z Rożnowa. W 1487 Hieronim Rożnowski syn zmarłego Tomisława sprzedał nabytą przez ojca połowę wsi na takich samych warunkach Maciejowi Zarembie Jabłonowskiemu z Jabłonowa koło Ujścia. W 1502 duchowny Jan Rudkowski z siostrą Elżbietą sprzedali Tomaszowi Wielżyńskiemu swoje dobra odziedziczone po matce, w tym połowę Gulcza, za 200 grzywien. W 1504 Maciej Zaremba Jabłonowski sprzedał połowę wsi z prawem odkupu Wojciechowi Trąmpczyńskiemu. W 1510 Wojciech Trąmpczyński dał połowę Gulcza, którą kupił za 80 grzywien, braciom niedzielnym Hieronimowi i Benedyktowi z Lubasza, a w zamian otrzymał od nich połowę Prusinowa koło. Czarnkowa. W 1516 Tomasz Wielżyński dworzanin królewski odstąpił Jakubowi Boboleckiemu połowę Gulcza będącą w zastawie u Małgorzaty Ocieskiej. W latach 1577–580 płatnikiem podatków ze wsi był Maciej Bobolecki sukcesor Jakuba na połowie Gulcza lub dzierżawca jednej z części należących do Czarnkowskich.
Miejscowość odnotowały również historyczne rejestry podatkowe. W 1508 pobrano ze wsi wiardunki wojenne. Miejscowość liczyła wówczas 8 łanów, stał w niej młyn oraz karczma. 1509 pobór miał miejsce od 8 łanów, sołtysa gospodarującego na jednym łanie oraz od młyna i karczmy. W 1510 pobrano podatki od 9,5 łana. W 1510 wieś miała 16 półłanków osiadłych, połowę łana opuszczonego, 9 zagrodników, młyn oraz folwark uprawiany przez kmieci. W 1553 miał miejsce pobór z dwóch części Gulcza - od synów Sędziwoja oraz od synów Macieja Czarnkowskich. W 1563 Gulcz nie zapłacił poboru podatkowego z powodu pożaru. W 1577 odbył się pobór z dwóch części wsi. Z części kasztelana rogozińskiego Wojciecha Czarnkowskiego syna Macieja oraz z części Macieja Boboleckiego. W 1580 pobrano podatki od Barbary wdowy po kasztelanie Wojciechu Czarnkowskim z 4 łanów oraz od komornika. Z części Macieja Boboleckiego opodatkowano 5 półłanków, 5 zagrodników, dwóch kowali, karczmy z rolą, młyna o jednym kole.
Wskutek II rozbioru Polski w 1793 wieś przeszła pod władanie Prus i jak cała Wielkopolska znalazła się w zaborze pruskim. Po rozbiorach, właścicielem został hrabia na Goraju – Hochberg. Miejscowa ludność znajdowała pracę u niemieckiego pana, a jednocześnie obrabiała dzierżawioną ziemię. W Gulczu zamieszkiwali rolnicy niezależni, jednak względy finansowe i oświatowe nie pozwalały uzyskiwać plonów, które dawałyby znaczną niezależność. Część ludności opuszczała swoje rodzinne strony w poszukiwaniu chleba poza krajem. Wyjeżdżali do Francji, Belgii, a nawet do Ameryki, Australii czy też Afryki.
W okresie międzywojennym wieś leżała w granicach II Rzeczpospolitej. W miejscowości stacjonowała placówka Straży Granicznej I linii „Gulcz”.

## Szkoła
Wiadomo, że w 1851 roku Gulcz posiadał już szkołę. Budynek był usytuowany przy ulicy Dworcowej. Była to chata z gliny, kryta trzciną. Izba była niska i mała, podłogę stanowiło klepisko. Uczył w niej jeden nauczyciel. Po 1872 roku szkołę przeniesiono na ulicę Łąkową, do budynku specjalnie na ten cel wzniesionego. Budynek był kryty dachówką. Uczył w dalszym ciągu jeden nauczyciel. W 1878 roku zakupiono nowy budynek, przy narożniku ulic Łąkowej i Czarnkowskiej. Urządzono tu drugą izbę lekcyjną. Uczyło wtedy już dwóch nauczycieli - katolik i ewangelik. W 1907 roku przybył trzeci nauczyciel. Urządzono trzecia izbę lekcyjną (dzierżawioną).
W 1910 roku rozpoczęto budowę obecnego budynku, a w 1911 roku nowa szkoła została oddana do użytku. Uczono w niej w języku niemieckim. W nowym budynku aż do wybuchu II wojny światowej uczyło czterech nauczycieli (trzech katolików i jeden ewangelik). We wrześniu 1939 roku działalność szkoły została zawieszona. 
W połowie listopada Niemcy rozpoczęli nauczanie w szkole, które trwało do połowy stycznia 1940 roku. Po zajęciu wioski przez Niemców, w szkole kwaterowało wojsko niemieckie. Po zasiedleniu wioski przez Niemców w szkole uczono wyłącznie dzieci niemieckie. W okresie wojny budynek został zelektryfikowany. Dzieci polskie zaczęto uczyć w 1943 roku w budynku położonym pomiędzy Roskiem i Gulczem. Uczęszczanie na lekcje było dobrowolne.

## Parafia
Początkowo Gulcz należał do parafii w Lubaszu oddalonej o 12 km, co było poważną trudnością w wypełnianiu obowiązków religijnych, dlatego parafianie czynili starania o utworzenie parafii w Gulczu. Starania te zostały uwieńczone sukcesem i ks. kard. August Hlond erygował parafię w Gulczu 6 lipca 1936, wyłączając ją z Lubasza.
Parafia liczy ok. 1200 wiernych i obejmuje następujące wsie: Ciszkowo Wybudowanie, Gulcz, Hamrzysko, Krucz Wybudowanie i Mikołajewo.
Początkowo funkcję kościoła pełniła kaplica pw. Chrystusa Króla mieszcząca się w dawnym zajeździe. Do budowy kościoła parafialnego przystąpiono dopiero po II wojnie światowej, kiedy proboszczem był ks. Bernard Woltman, który w latach 1950-1953 wybudował kościół parafialny pw. św. Apostołów Piotra i Pawła według projektu architekta Franciszka Morawskiego w stylu neoromańskim. Kamień węgielny pochodzi z katedry poznańskiej, która ma tych samych patronów. Konsekrowany został 28 czerwca 1953 przez ks. abpa Walentego Dymka. 
Wyposażenie wnętrza projektował Józef Pade. W ołtarzu bocznym jest zabytkowy późnobarokowy obraz Św. Rodziny z około 1780 r., pochodzący z kościoła bernardyńskiego we Wschowie. Kościół parafialny został przystosowany do nowej liturgii i został ostatnio odnowiony.

## Sport
W Gulczu działalność prowadzi klub sportowy MKS LZS "Orzeł" Gulcz występujący w Klasie Okręgowej Wielkopolskiego Związku Piłki Nożnej. Początki LZS-u sięgają 1948 r. W 2015 roku klub wznowił aktywność po kilkuletnim zawieszeniu działalności.